# 王晋元
王晋元（1939年2月—2001年），男，河北乐亭人，中国国画家，一级美术师，曾任中国美术家协会理事，云南省文学艺术界联合会副主席。